# رز پریشان
رز پریشان (به انگلیسی: Rambling Rose) نام فیلمی است که در سال ۱۹۹۱ به کارگردانی مارتا کولیج و بر پایهٔ کتابی با همین نام از کلدر ویلینگام ساخته شد. لورا درن موفق شد برای بازی در این فیلم در رشتهٔ بهترین بازیگر نقش اول زن نامزد دریافتِ جایزه اسکار شود. همچنین دایان لد توانست برای دریافتِ جایزه اسکار بهترین بازیگر نقش مکمل زن نامزد شود.